# Cristina Neagu
Cristina Georgiana Neagu, född 26 augusti 1988 i Bukarest, är en rumänsk handbollsspelare (vänsternia). Hon har av IHF blivit utsedd till Årets bästa handbollsspelare i världen vid fyra tillfällen (rekord), 2010, 2015, 2016 och 2018.

## Klubbar
- CS Rulmentul Braşov (2006–2009)
- CS Oltchim Râmnicu Vâlcea (2009–2013)
- ŽRK Budućnost (2013–2017)
- CSM București (2017–)